# Николай Артамонов
Николай Дмитриевич Артамонов (на руски: Николай Дмитриевич Артамонов) е руски офицер, генерал от пехотата. Участник в Руско-турската война (1877 – 1878). Военен разузнавач, топограф и геодезист.

## Биография
Николай Артамонов е роден на 26 октомври 1840 г. в Москва, Русия в семейството на потомствен дворянин. Ориентира се към военното поприще. Завършва Александровския кадетски корпус (1859), геодезическия отдел на Николаевската военна академия (1866) и започва действителна военна служба във военнотопографския отдел на Генералния щаб.
С военно звание капитан преминава в разузнаването. Посещава 2 пъти Европейската част на Османската империя и създава 10-верстова военнотопографска карта, използвана в Руско-турската война (1877 – 1878). Участва в разработването от генерал-лейтенант Николай Обручев на стратегическия план за войната. Полковник Артамонов изнася цикъл лекции пред офицерите от Санктпетербургския военен окръг на тема „За най-изгодния в стратегическо отношение способ на действие против турците“.
Участва в Руско-турската война (1877 – 1878) като началник на разузнаването на Действуващата руска армия на Балканския полуостров. Провежда общото ръководство на разузнавателната дейност. Организира българските доброволчески чети и разузнавателни групи.
Повишен е във военно звание генерал-майор от 1883 г. и генерал-лейтенант от 1894 г. Началник на Военно-топографското училище (1886 – 1903) и Военно-топографския отдел на Генералния щаб от 1903 г. Награден е с Орден „Свети Александър Невски“ (1904). Преподавател в Николаевската инженерна академия. Член на Военно-историческата комисия по проучване и издаване на материалите за Руско-турската война (1877 – 1878). Повишен е във военно звание генерал от пехотата от 1906 г.
Член е на Висшия военен съвет (1911). По време на Първата световна война се занимава с мобилизацията на Руската армия.
Автор е на „Курс низшей геодезии“, СПб, 1899. Почетен член на Руското астрономическо дружество (1909) и Руското географско дружество (1917).
Умира през 1918 г. в Санкт Петербург. Погребан е в Москва.